# Sanja Doležal
Sanja Doležal, född 9 maj 1963 i Zagreb, är en kroatisk sångare och programledare i TV.
Hon var sångare i bandet Novi fosili och har varit programledare för flera shower på den nationella kroatiska TV-kanalen HRT innan hon startade sin egen talkshow kallad Sanja på kanalen RTL Televizija år 2004.